# Adhésion
Pour les articles homonymes, voir Adhésion (homonymie).
En physique et en mécanique, l’adhésion est l’ensemble des phénomènes physico-chimiques qui se produisent lorsque l’on met en contact intime deux matériaux, dans le but de créer une résistance mécanique à la séparation. Une fois le contact établi, l’énergie nécessaire pour réaliser la séparation s’appelle énergie d’adhésion (énergie par unité de surface). Elle ne doit pas être confondue avec l’adhérence, qui est au contraire la force (par unité de surface) nécessaire pour réaliser cette même séparation. L’adhésion est soit directe, soit médiée par un matériau intermédiaire.

## Adhésion directe
L'adhésion directe entre matériaux est rare. Elle a lieu uniquement pour des matériaux très lisses et extrêmement propres (mica ou silicium par exemple), que l'on parvient à mettre en contact intime, c'est-à-dire à des distances de l'ordre de la taille atomique (nanomètre). Elle est donc souvent impossible si les surfaces sont rugueuses. L'adhésion directe est liée principalement, mais pas uniquement, aux interactions de van der Waals. 
Exemples d'adhésion directe : adhésion moléculaire du mica ou du silicium, adhésion du lézard gecko, fabrication des pneus de voitures.

### Approche mécanique
Conformément aux travaux de J. W. McBain et de  D. G. Hopkins : tout liquide qui mouille une surface et qui peut d'une manière ou d'une autre se transformer en un solide agira comme un adhésif pour ces surfaces. Par exemple, les joints de gomme laque entre les surfaces métalliques ont une résistance à la traction de plus de 2 tonnes par pouce carré. Le modèle estime que « l'origine de l'adhésion est due à l'ancrage physique du polymère déposé lors du processus d'ancrage surface du substrat » Cela provoque un blocage mécanique entre les deux surfaces. Par conséquent, ce mécanisme n'est applicable que lorsque les deux matériaux sont en contact étroit et que le revêtement mouille bien la surface du substrat pour pouvoir pénétrer l'espace sur la surface.
D'un point de vue nanométrique, trois phénomènes fondamentaux affectant l'adhésion à une échelle microscopique sont : la force de van der Waals, la force électrostatique et la force capillaire. 
Plusieurs idées et théories ont été développées pour décrire l’influence des forces d’adhésion lors des mécanismes de contact. Les plus importantes sont celles développé par Johnson, Kendall et Roberts : modèle JKR. Cette théorie est particulièrement efficace pour une forte adhésion, des matériaux flexibles, ainsi que pour un grand rayon de courbure. A contrario, pour des matériaux qui sont intrinsèquement difficiles à déformer, ont une faible adhésion et ont un petit rayon de courbure le modèle le plus adaptés est le modèle DMT (Derjaguin, Muller et Toporov)	. 

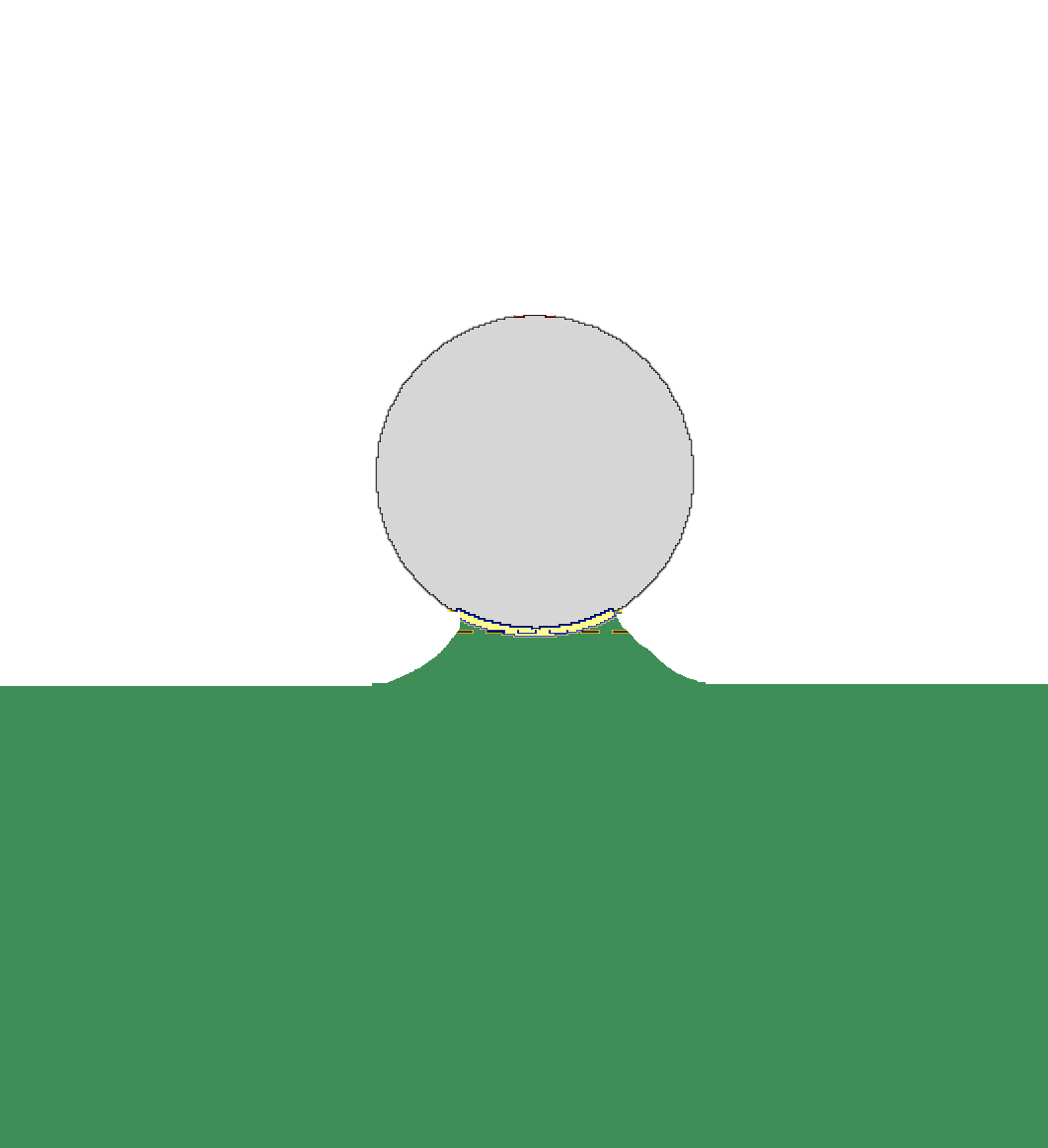
Contact intime entre un matériau sphérique et matériau élastique : Test JKR et DMT

Bien que ces théories puisent leur réflexion sur différentes sources, elles s'accordent toutes à dire que la force d'adhésion dépend directement de l'énergie de Dupré  Δγ et de la géométrie du contact. 
D. Tabor a introduit un paramètre sans dimension µ pour séparer ces modèles lorsqu’une sphère se déforme élastiquement en contact avec le plan :
{\displaystyle \mu ={\biggl (}{R\Delta _{\gamma }^{2} \over E'^{2}z_{0}}{\biggr )}^{1 \over 3}} 
où :
- R le rayon de la sphère ;
- E le module d’Young réduit  ;
- z0 la distance d’équilibre entre les surfaces  ;
- Δγ l’énergie d’adhésion  ;

Il en résulte que si : 
- µ > 3  : le modèle JKR est applicable
- µ < 0,1  : le modèle DMT est applicable

#### Théorie thermodynamique
Le mouillage est la capacité d'un liquide à former une interface avec une surface solide, et le degré de mouillage est évalué comme un angle de contact θ formé entre le liquide et la surface solide du substrat. Cela dépend de la surface, de la tension du liquide et de la nature et de l'état de la surface du substrat. Plus l'angle de contact est petit, plus la tension superficielle du liquide est élevée et plus le degré de mouillage est élevé, c'est-à-dire que si les gouttelettes sont propres et sans pollution, les gouttelettes se répandront sur toute la surface, comme le montre la figure ci-dessous.

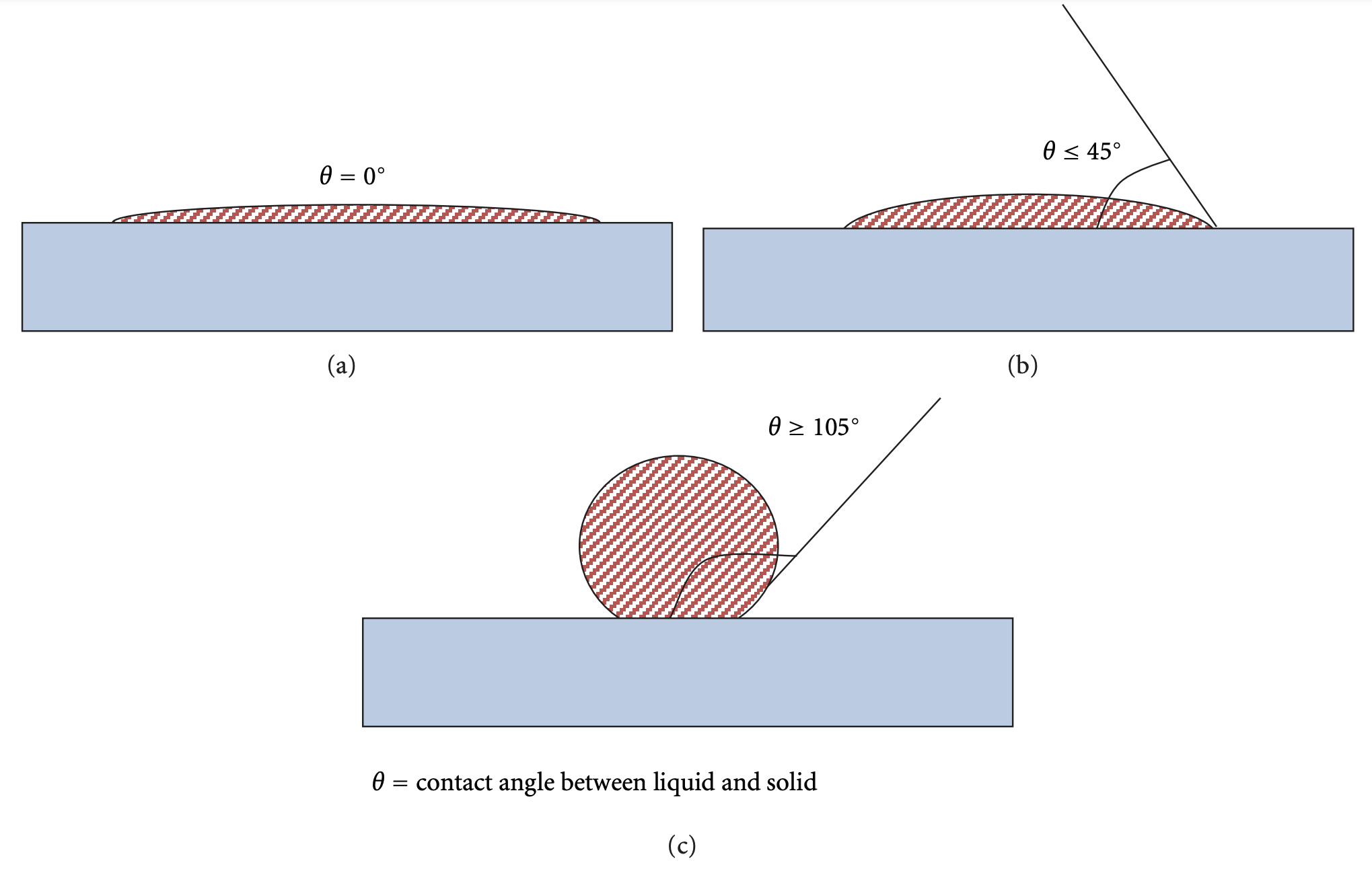
Angles de contact liquide/surface pour une surface propre, légèrement contaminée et contaminée

- Une surface propre permet un bon mouillage, c'est-à-dire que l'angle de contact θ est proche de 0°, figure (a).
- L'angle de contact sera plus important (θ est plus grand que 0° mais moins que 90°, c'est-à-dire 0° <θ< 90°), figure (b).
- L'angle de contact entre la surface liquide et une surface contaminée ou de faible surface l'énergie dépassera 90°, figure (c)	[4].

L'angle de contact θ est fonction de l'adhésion de la dispersion (l'interaction entre les molécules adhésives et les molécules solides) et de la cohésion de l'adhésif liquide. Si l'adhésion à la surface du substrat est forte et l'adhésion dans le liquide est faible, le degré de mouillage est élevé. Inversement, la combinaison d'une faible adhésion et d'une cohésion élevée conduit à une vitesse d'angle de contact plus élevée et à une mauvaise mouillabilité de la surface du substrat, qui se produit lorsque des gouttelettes se forment sur la surface plutôt qu’une couche de liquide. Un angle de contact plus petit indique une plus grande adhésion, car il y a une plus grande zone de contact entre l'adhésif et le substrat, ce qui se traduit par une énergie de surface totale du substrat plus grande et une force d'interaction plus élevée dans le liquide et le substrat.

#### Théorie électrostatique
Il est utile de distinguer le mécanisme qui fait adhérer le matériau du mécanisme qui s'oppose à la séparation. La force totale contre la séparation dépasse généralement la force de fixation totale.
Si les matériaux sont amenés à être intimement en contact sans se toucher et se séparer les uns des autres, certains mécanismes d'adhésion (tels que les forces de van der Waals ou les forces électrostatiques) affecteront également les forces d'adhésion et de séparation.
Si deux matériaux sont chargés en raison du déséquilibre d'électrons ou d'ions, la force électrostatique entre les deux matériaux peut agir sur une distance de quelques centimètres, ce qui est beaucoup plus grande que la plage de tout autre mécanisme d'adhésion, et l'attraction gravitationnelle peut être ici ignorée. La loi de Coulomb fournit une base mathématique pour décrire la force électrostatique entre des objets aux propriétés matérielles et aux formes géométriques différentes.
L'importance de la force électrostatique par rapport à d'autres mécanismes d'adhésion (comme la force de van der Waals) lorsque les matériaux sont en contact n'est pas claire. Deryagin et ses collègues ont souligné avec insistance qu'en raison de l'échange de charge entre les molécules donneur-accepteur à l'interface, le composant électrostatique adhésion domine. Le point de vue opposé est que l'effet de l'électricité statique sur l'adhésion est l'exception plutôt que la règle générale. L'argument en faveur de ce point de vue est que lorsque différentes combinaisons de matériaux sont en contact et séparées, l'échange de charge dépend fortement du matériau et des conditions de surface, tandis que la mesure d'adhésion dépend faiblement de la nature du matériau.

### Approche chimique
L'adhésion chimique résulte de la création de liaison covalente entre deux surfaces de contact produite au cours d’une réaction chimique. Ces combinaisons assurent l'assemblage des deux matériaux.
Comme il est rappelé plus haut, l’adhésion peut s’opérer de deux manières : l'une est par une réaction directe entre deux matériaux en contact (par exemple, lorsqu'un adhésif approprié est utilisé sur le substrat), ou par couplage (situation où il y a des molécules compatibles entre l'adhésif et le substrat). La deuxième solution est généralement une technique utilisée pour obtenir une bonne adhésion entre la matrice époxyde et des fibres de verre en matériaux composites.
Par conséquent, l'interface peut être le site d'une réaction chimique, générant des liaisons de type ionique ou covalente. Compte tenu de l'importance de l'énergie de la liaison principale (~ 200-400 kJ.mol-1) par rapport à l'adhésion physique (> 50 kJ.mol-1), la résistance à la rupture du composant doit être très forte. En raison de la faible épaisseur de l'interface, il est difficile d'observer ces connexions.
Le mécanisme de l'adhésion chimique a été source de nombreux travaux. Quelques-uns ont été regroupés ; par exemple : 
- M. Mutsuda et H. Komada (2005) ont étudié un mécanisme d'adhésion basé sur une réaction d'extraction d'hydrogène, qui provoque la libération de radicaux libres, et la recombinaison de radicaux libres crée des liaisons chimiques entre les substrats[9].
- V.E. Basin (1984) a souligné qu'à mesure que le nombre de liaisons chimiques dans la zone de contact augmente, la force de liaison passera une valeur maximale[10]. Après la valeur maximale, la force de liaison diminuera en raison de l'augmentation de la taille de la surface de contact. Le mécanisme de restriction est l'interaction chimique entre les groupes fonctionnels à l'interface. Trop de liaisons chimiques affaibliront l'interface.
- C. Laurens, C. Creton et L. Léger (2004) ont étudié le système copolymère PP / PA-6 et ont observé que la force d'adhésion dépend en partie de la structure moléculaire du copolymère[11].

L'adhésion correspond également aux mécanismes impliqués dans les frittages, comme lorsqu'une poudre de métal ou de céramique est comprimée ou chauffée, les atomes vont diffuser d'une particule à une autre pour produire un solide. Lorsque les atomes d'une surface pénètrent dans la surface adjacente tout en restant liés à leur surface d'origine, une liaison par diffusion se produit.
C'est le mécanisme par lequel la porcelaine et le métal sont fusionnés lors de la fabrication de couronnes dentaires.

#### Théorie de la diffusion
La théorie de la diffusion proposée par S. Voyuskii explique l'adhésion inhérente (auto-adhésive) entre les polymères. Lorsque deux polymères compatibles (c'est-à-dire qu'au moins un monomère est soluble dans un autre monomère) sont en contact étroit, la mobilité moléculaire induite thermiquement est suffisante pour provoquer la diffusion des chaînes macromoléculaires, créant ainsi une zone d'interface. Cette théorie n'est applicable qu'aux matériaux ayant une mobilité suffisante et une solubilité mutuelle. Plus précisément, selon cette théorie, l'adhésion est provoquée par la diffusion mutuelle de molécules ou de chaînes à partir d'un polymère . 
La disparition de l'interface entre les deux matériaux est propice à la mésophase, qui passe continuellement des propriétés du premier matériau aux propriétés physiques et chimiques du second matériau. Cette adhésion est contrôlée par le phénomène de diffusion, ce qui implique la compatibilité des matériaux. La création d'une interface entre deux supports s'accompagne toujours d'une consommation d'énergie. Cette énergie de surface est égale à la surface multipliée par la tension superficielle.
Lorsque deux pièces d'un même matériau polymère sont mises en bon contact à une température supérieure à leur température de transition vitreuse, l'interface macroscopique entre les deux pièces disparaît progressivement et la résistance mécanique de l'interface augmente. Ce phénomène est d'une grande importance pratique, est appelé soudage de plastique ou cicatrisation des fissures. 
Dans de nombreuses situations, un agent de réticulation est ajouté dans le matériau : c'est notamment le cas dans la technologie de revêtements en latex, où les particules de latex individuelles d’une dispersion de polymère sont coulées sur une surface. Les particules forment des contacts et s'unissent progressivement pour donner un film continu, dont les propriétés peuvent être améliorées de manière significative par un agent de réticulation addition.
Cependant l'utilisation d'un réticulant apporte une certaine difficulté : un équilibre délicat entre l'interdiffusion et des taux de réticulation sont nécessaires pour obtenir un film optimal force, car la réaction et la diffusion entrent dans la concurrence. L'interdiffusion est fortement sensible à et ralentit lorsque la réaction de réticulation progresse et que les chaînes deviennent plus et plus ramifiée. Ainsi, si la vitesse de réaction est trop rapide, les particules ne se mélangeront que partiellement, au désavantage de ténacité du film.

## Adhésion indirecte

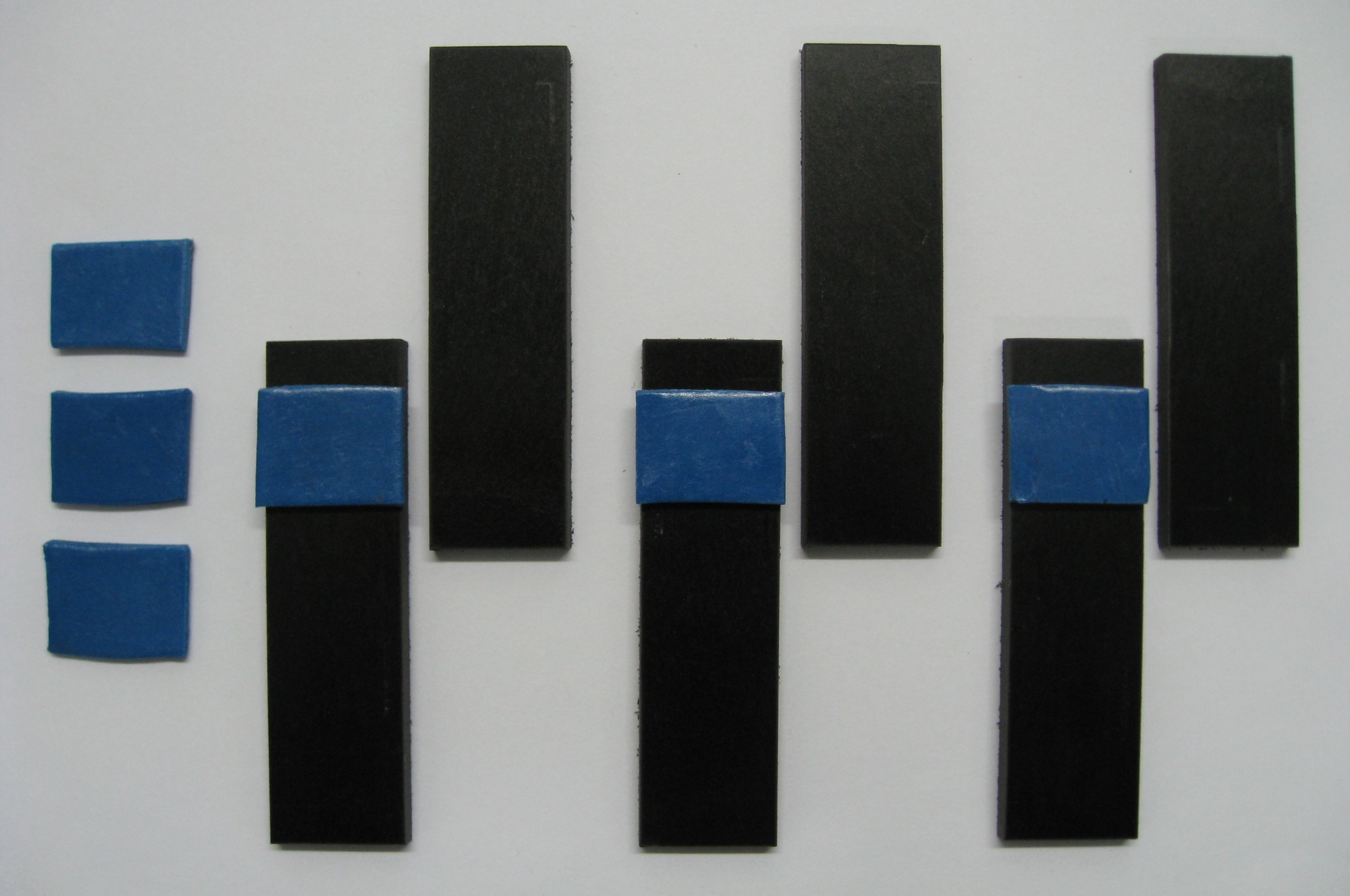
Préparation de trois assemblages collés pour mesurer leurs propriétés mécaniques

L'adhésion avec un matériau intercalaire est, de loin, plus fréquente que l'adhésion directe : un matériau mince assure le lien mécanique entre les deux matériaux qui adhèrent. Le matériau intercalaire permet notamment de vaincre l'effet néfaste de la rugosité sur l'adhésion.

### Capillarité
La présence d'un peu de liquide entre deux corps permet une faible adhésion, appelée adhésion capillaire. Le principe de l'adhésion capillaire est que la pression dans le liquide est inférieure à la pression atmosphérique : le bilan des forces correspond alors à une attraction. L'adhésion capillaire résiste à la séparation mais pas au glissement, et son intensité dépend de la viscosité du liquide.
Exemples : cohésion des grains de sable, adhésion de certains insectes (fourmi, araignée, doryphore).

### Colles et adhésifs
La stratégie artificielle la plus courante d'assemblage de deux matériaux par leur surface utilise une colle ou un adhésif. 
Les colles sont caractérisées par le fait qu'elles se solidifient après application, tandis que les adhésifs sont des matériaux solides mous, et n'évoluent pas une fois appliqués. Dans les deux cas, il s'agit d'un matériau intercalaire qui assure un contact intime avec la surface de chacun des deux matériaux que l'on souhaite faire adhérer en dépit de leur rugosité de surface. Pour ce faire, les colles sont liquides tandis que les adhésifs se déforment.

## Rupture et test de l'adhésion
L'intérêt principal de l'adhésion est de générer une résistance à la rupture. Toute la question est donc de savoir par quels mécanismes et avec quelle efficacité un joint adhésif résiste à la rupture, quel que soit le type de sollicitation subie.

### Mécanismes de fracture et résistance à la rupture
La région qui est à l'origine de l'adhésion est en général beaucoup plus mince que les deux objets qui adhèrent. Vu de loin, le phénomène de séparation des deux objets apparaît donc comme une fracture et étudié avec les outils correspondants, qui constituent un domaine à part entière : la mécanique de la fracture. En particulier, le critère de décollement de deux objets ne met pas en jeu simplement la contrainte appliquée, mais aussi l'énergie dissipée lors de la propagation du décollement. Une illustration de l'importance de l'énergie est la chute d'un câble dans une mine.
La résistance à la rupture de l'adhésion entre deux objets provient de deux composantes, toutes deux nécessaires pour une bonne adhésion. Ces deux composantes sont : 
- la résistance de l'interface : L'interface doit résister à la tentative de séparation, que ce soit l'interface entre les deux objets (cas de l'adhésion directe), ou bien l'interface entre chaque objet et le matériau intercalaire (cas de l'adhésion indirecte). Les mécanismes à l'œuvre dans ce cas sont ceux de l'adhésion directe.
- résistance du matériau mince : Dans le cas de l'adhésion indirecte, le matériau intercalaire doit également résister à la rupture. La résistance initiale provient de la minceur du matériau. Plus généralement, l'origine de la résistance dépend du matériau intercalaire.
  - Dans le cas de l'adhésion capillaire : pression capillaire (pour le seuil) et viscosité (pour la dissipation).
  - Dans le cas des adhésifs  : cavitation (pour le seuil) et rhéologie (pour la dissipation).

Une fracture entre deux matériaux assemblés de manière indirecte peut se propager de deux manières : soit à l'intérieur du joint (adhésif ou colle) (il s'agit alors d'une rupture cohésive), soit à la surface (rupture adhésive). En ce qui concerne l'adhésion directe, la rupture est nécessairement adhésive.
Une rupture cohésive indique que l'interface s'est comportée de manière plus forte que le cœur du matériau adhésif ou de la colle. Inversement, pour une rupture adhésive, l'interface a été moins résistante.

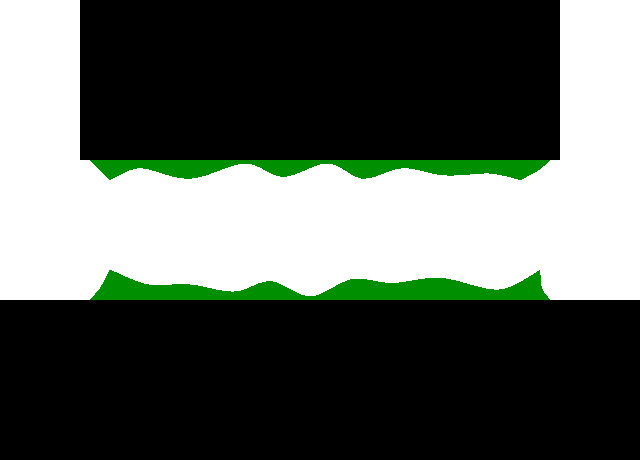
Schéma d'une rupture cohésive (au sein de l'adhésif)
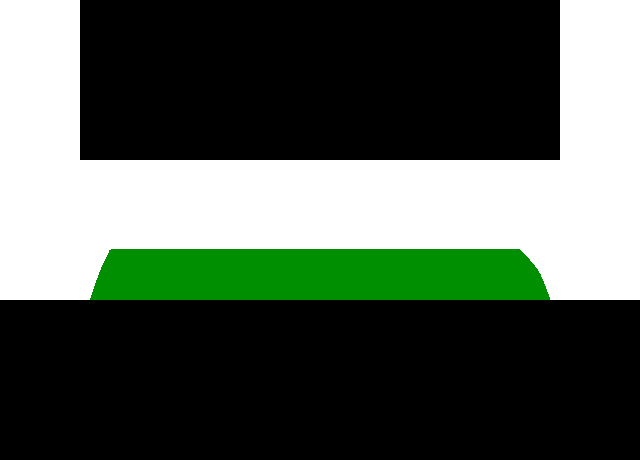
Schéma d'une rupture adhésive (à l'interface)

L'efficacité de l'adhésion se mesure en général davantage par l'énergie dissipée lors de la séparation que par le mode exact de rupture (adhésive ou cohésive). Il est fréquent, néanmoins, que le maximum d'énergie dissipée se situe dans le régime cohésif (pour lequel des mécanismes de dissipation se développent au sein du matériau), à proximité immédiate du régime adhésif. Généralement, dans le régime adhésif, la dissipation à l'interface est comparativement plus faible, et les déformations au sein du matériau sont modérées et ne déclenchent pas de mécanismes dissipatifs efficaces.

### Tests d'adhésion
On distingue un certain nombre de tests classiques qui permettent de propager artificiellement une rupture dans un matériau pour mesurer sa résistance. 
Exemples de tests d'adhésion :
- JKR : mesure de l'adhésion entre une sphère, constituée d'un matériau mou, et un substrat plan ;
- le test de probe-tack consiste à coincer un adhésif mou entre deux pistons pour déterminer à quelle force il résiste et quelle énergie est dissipée pendant le décollage, c'est une mesure de sa pégosité (appelée tack) ;
- le pelage et le clivage sont des tests mécaniques utilisant différentes géométries pour séparer deux surfaces qui adhèrent ;
- la technologie centrifuge (CATT : Quantification de l'Adhésion par une Technologie de Test Centrifuge) pour la détermination absolue des forces d'adhésion et de résistance mécanique à la traction ou au cisaillement des adhésifs, revêtements et composites. Le principe de CATT est d'appliquer directement sur les éprouvettes à tester une force centrifuge (exprimée en N) qui augmente progressivement avec la vitesse de rotation du rotor pour mesurer la contrainte mécanique par rapport à la force à rupture en temps réel.